# Giacomo Medici
Giacomo Medici, Marchese del Vascello (Milão, janeiro de 1817 – Roma, 9 de março de 1882) foi um militar italiano, um dos líderes do Risorgimento.
Cresceu e viveu em sua cidade natal até que é forçado ao exílio em Portugal, no início de 1836. Ali combate contra o Carlismo em Porto por quatro anos, junto com seu pai que havia emigrado com ele. Muda-se para Londres em 1840, onde faz contato com o movimento da Jovem Itália, e onde também conhece a Giuseppe Mazzini.  O eco dos movimentos revolucionários na América Latina lhe levam ao Uruguai, onde conhece a Giuseppe Garibaldi, em Montevideu em 1846.

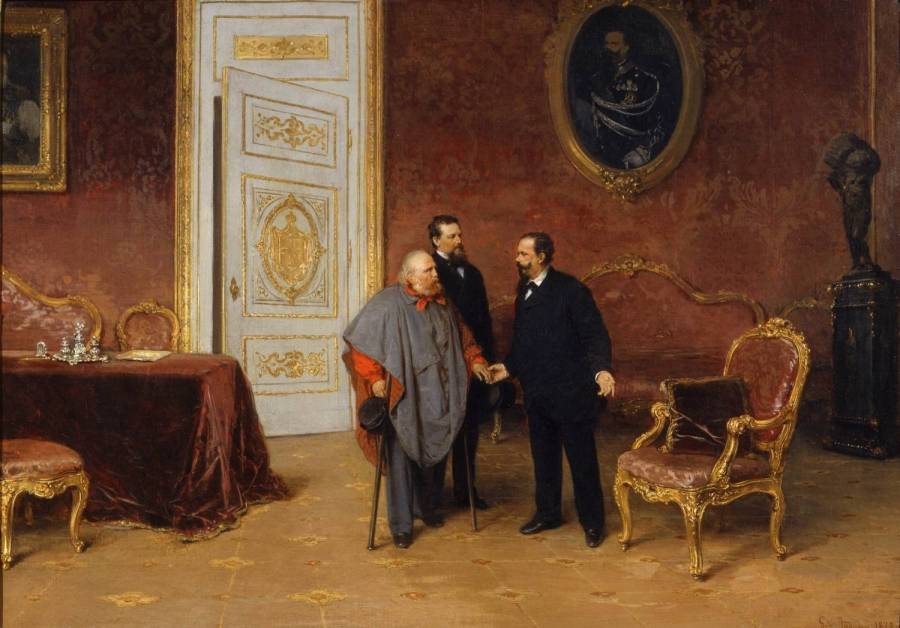
Garibaldi e Médici com VIttorio Emanuelle, c. 1870.

Retornando à Itália, serve no exército da República Romana, em 1849, lutando na defesa da Villa Vascello, perto da Porta San Pancrazio, pelo qual depois recebeu uma medalha de ouro e o título de  Marquês de Vascello.
Durante a Segunda Guerra de Independência, em 1859, entra para os Cacciatori delle Alpi, recebe o comando de um batalhão, com Garibaldi e Enrico Consenz no comando dos outros dois. Se distingue na Batalha de Varese e no ano seguinte participa da Expedição dos Mil. Na terceira guerra de independência em 1866, comandou a divisão Trentino.  Depois da Reunificação Italiana, foi diversas vezes deputado e senador.